# Київський геріатричний пансіонат
50°27′0.3″ пн. ш. 30°16′51.3″ сх. д. / 50.450083° пн. ш. 30.280917° сх. д.
Київський геріатричний пансіонат — комунальна стаціонарна соціально-медична установа соціального захисту для цілодобового проживання та догляду за громадянами похилого віку,  учасниками бойових дій, членами родин загиблих військовослужбовців, ветеранами війни та праці, особами, які мають особливі заслуги перед Україною, постраждалими від Чорнобильської катастрофи, особами з інвалідністю та тих, які за станом здоров'я потребують цілодобового, соціально-побутового, медичного обслуговування, соціальних послуг і реабілітаційних заходів

## Юридичний статус
Підпорядкований Департаменту соціальної та ветеранської політики Київської міської державної адміністрації. Фінансується за рахунок місцевого бюджету столиці України
Заснований 3 лютого 1992 року рішенням виконкому Київської міської Ради, розрахований на проживання 250 осіб.
Діє на підставі Положення «Про Київський геріатричний пансіонат», затвердженого Київською міською державною адміністрацією.
Основними законодавчими підставами для діяльності пансіонату є Конституція України, Конвенція про права осіб з інвалідністю, Конвенція про права людини, Закони України: ««Про основи соціальної захищеності осіб з інвалідністю в Україні»», «Про соціальні послуги», «Про державні соціальні стандарти та державні соціальні гарантії», «Про реабілітацію осіб з інвалідністю в Україні», відповідні рішення: Уряду України, Міністерства соціальної політики України, органів влади міста Києва.

## Місцезнаходження
Розташований в екологічно-чистій зоні Святошинського лісопарку на околиці Святошинського району міста Києва, поблизу дачного селища Катеринівка та селища Чайки Бучанського району Київської області, поруч з житловим комплексом «Чайка».

## Порядок оформлення
Оформлення до пансіонату здійснюється районними управліннями соціального захисту населення м. Києва, на підставі документів, визначених Постановою Кабінету Міністрів України №-587 від 1 червня 2020 р. .
Прийом до пансіонату здійснюється згідно путівки, виданої Департаментом соціальної та ветеранської політики Київської міської державної адміністрації.
Департамент затверджує рішення щодо розміру оплати особою передбачених соціальних послуг, у відповідності з діючим законодавством та врахуванням матеріально-фінансового стану громадянина.

## Медичні послуги
В пансіонаті діє медичне відділення на 100 ліжок для важко-хворих осіб з інвалідністю та громадян з порушенням рухомих та фізіологічних функцій, а також відділення стаціонарного догляду на 150 ліжок  для осіб, які потребують цілодобового стороннього догляду . Мешканці забезпечуються первинною та високоспеціалізованою медичною допомогою в межах установи, а також в спеціалізованих закладах охорони здоров'я столиці. Реабілітаційні заходи реалізуються у кабінетах фізіотерапії, працетерапії, масажу та лікувальної фізкультури. Мешканці мають право на медичне обслуговування обраним сімейним лікарем та у фахівців медичних закладів міста. За потреби, згідно рекомендацій фахових лікарів, особи з інвалідністю забезпечуються безкоштовними путівками у санаторно-реабілітаційні заклади України. Безкоштовні медикаменти надаються, згідно висновків лікарів, на підставі списку медичних препаратів, затверджуваних Міністерством охорони здоров'я України.
Усі необхідні засоби для реабілітації осіб з інвалідністю надаються безкоштовно у відповідності до Постанови №-321 від 5 квітня 2012 року Кабінету Міністрів України «Порядок забезпечення технічними та іншими засобами реабілітації осіб з інвалідністю, дітей з інвалідністю та інших окремих категорій населення...».

## Соціально-побутові умови
Мешканцям відділення стаціонарного догляду надається окрема кімната з власним санітарно-ванним вузлом, необхідними меблями, холодильником та телевізором з сучасним цифровим тюнером. У всіх приміщеннях реалізовано безкоштовний високошвидкісний бездротовий Wi-Fi інтернет. Усі поверхи обладнані ліфтами, включно з можливістю перевезення осіб на інвалідних візках та спеціальних медичних ліжках. На території та у приміщеннях пансіонату забезпечені умови безбар'єрного переміщення осіб з інвалідністю. 
Діють перукарня, велика пральня та окремі кімнати для власного прання з сучасною технікою, кухонні кімнати з електроплитами та мікрохвильовими приладами, окремі затишні кімнати відпочинку.
Також в пансіонаті діє бібліотека та читальний зал з суттєвим книжковим фондом та сучасними періодичними виданнями. Наявний сучасний лекційно-концертний зал на 200 місць для проведення культурних та просвітницьких заходів, а також музей історії пансіонату. При клубі діють музично-вокальні гуртки. Чисельні культурно-просвітницькі заходи забезпечуються волонтерськими та благодійними організаціями міста Києва.
У їдальні забезпечується чотириразове загальне та дієтичне харчування, згідно норм, затверджених Кабінетом Міністрів України. При потребі, харчування здійснюється у кімнатах проживання.
Підопічні вичерпно забезпечуються сучасним сезонним одягом, взуттям та предметами побуту, у відповідності з Наказом №-857 від 19.08.2015 Міністерства соціальної політики України. 
За соціально-побутовими умовами проживання, пансіонат вважається одним з найкращих з геріатричних закладів України. /Детальніше дивись нижче: Посилання/

## Права підопічних
Місцем проживання та реєстрації мешканців соціальної установи,  на час проживання, визначається юридична адреса пансіонату, на підставі Закону України «Про свободу пересування та вільний вибір місця проживання в Україні», а також згідно Постанови №-207 від.2.03.2016 року Кабінету Міністрів України «Про затвердження Правил реєстрації місця проживання та Порядку передачі органами реєстрації інформації до Єдиного державного демографічного реєстру». Даній категорії громадян створені належні юридичні та організаційні умови для постійної реалізації виборчих прав під час місцевих та загальнонаціональних виборів в Україні. Забезпечення цих та інших законодавчих прав підопічних постійно контролюється Уповноваженим Верховної Ради України з прав людини, Урядом України та Міністерством соціальної політики України.
Підопічні, які перебувають у пансіонаті на постійній основі, стоять на обліку в органах соціального захисту та пенсійного забезпечення Святошинського району міста Києва. Належні пенсійні виплати забезпечуються безпосередньо в пансіонаті, або здійснюються на особисті банківські картки-рахунки громадян. Мешканцям забезпечується належне поштове обслуговування.
Консультування мешканців та їхніх родичів з юридичних прав та обов’язків підопічних  здійснює юрист пансіонату.
Безоплатну правову допомогу підопічним забезпечує «Правобережний київський місцевий центр з надання безоплатної вторинної правової допомоги» ..

## Галерея

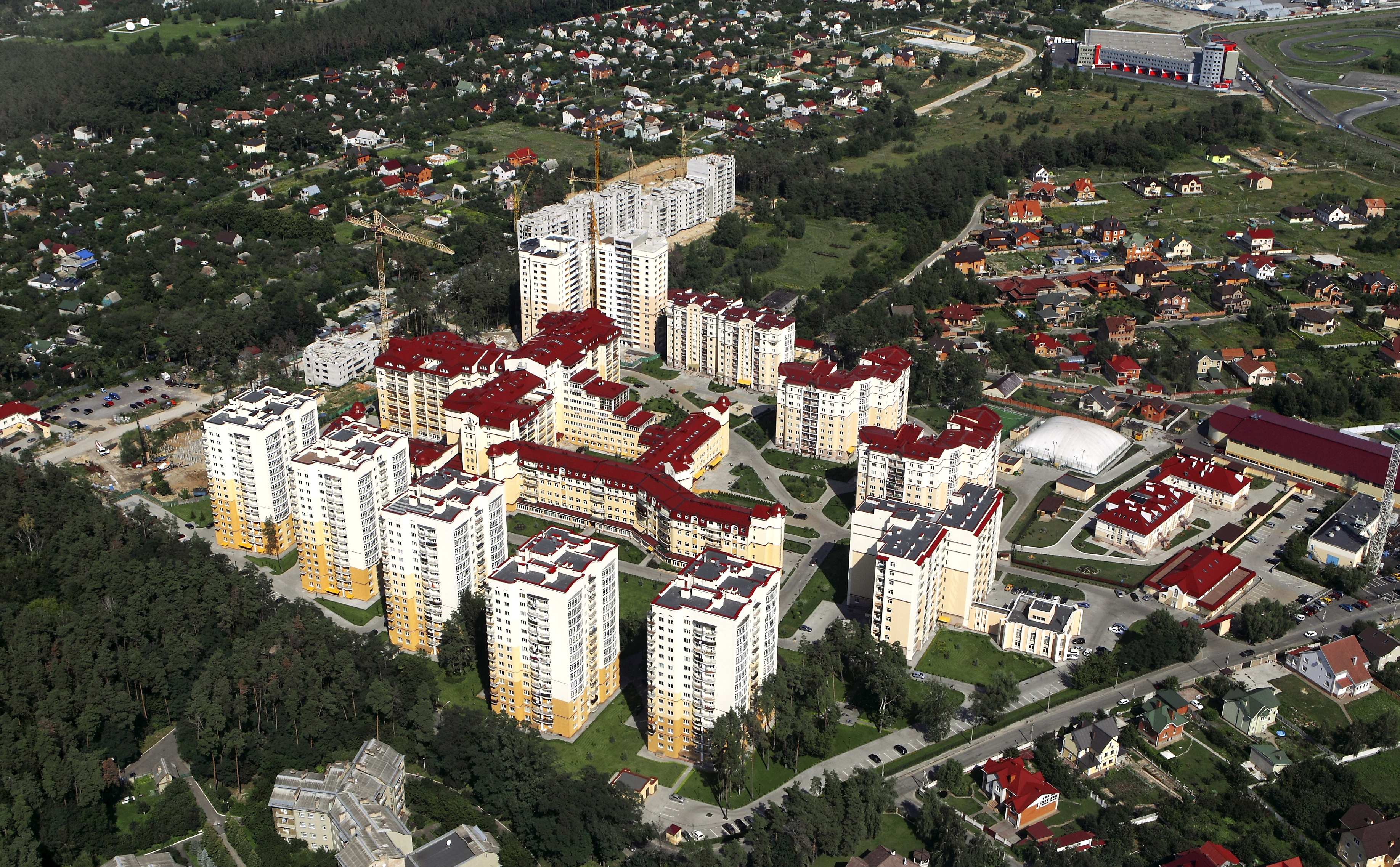
Пансіонат з висоти пташиного польоту (ліворуч внизу)
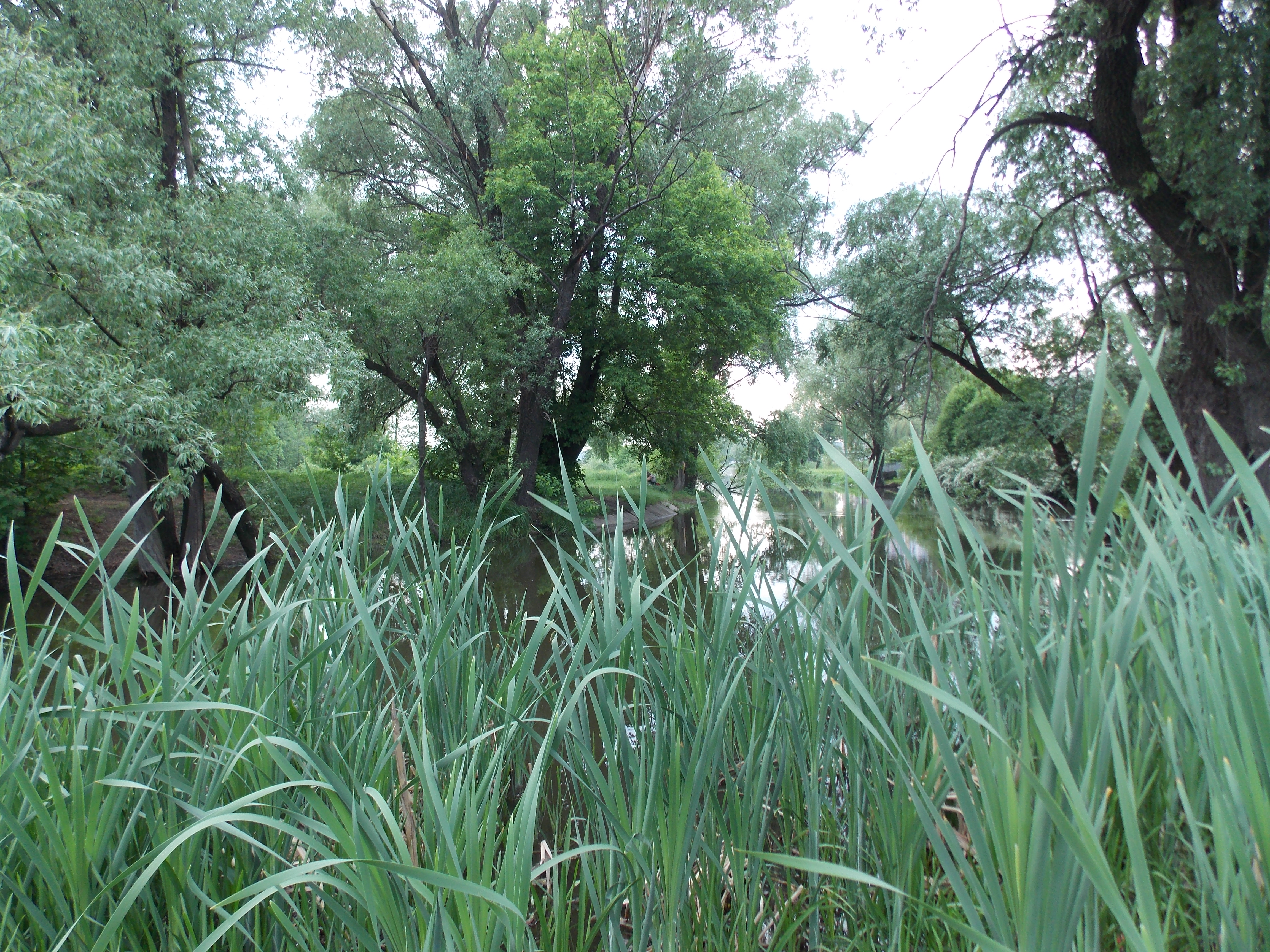
Зелена оаза навколо пансіонату
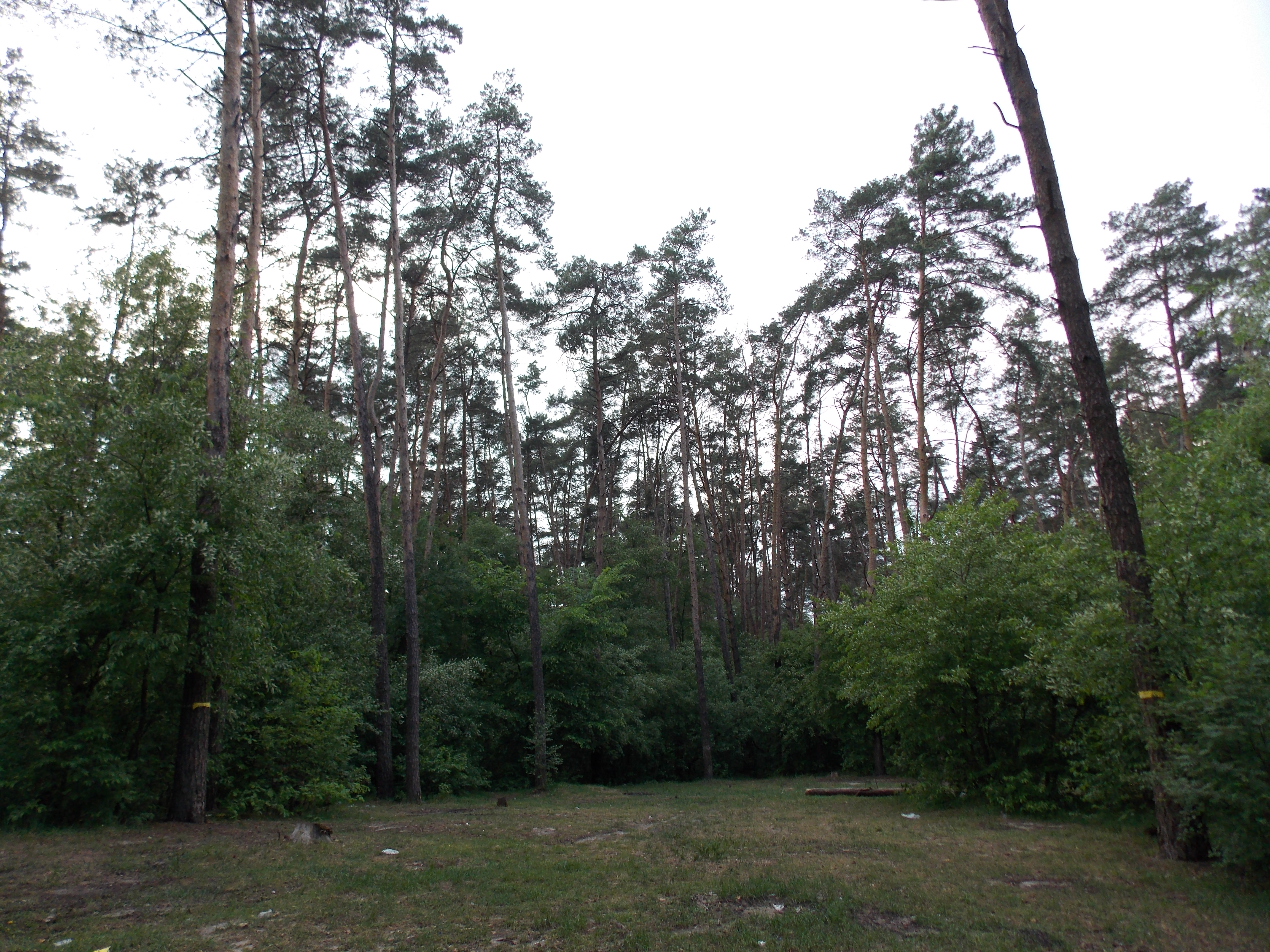
Лісові галявини навколо пансіонату
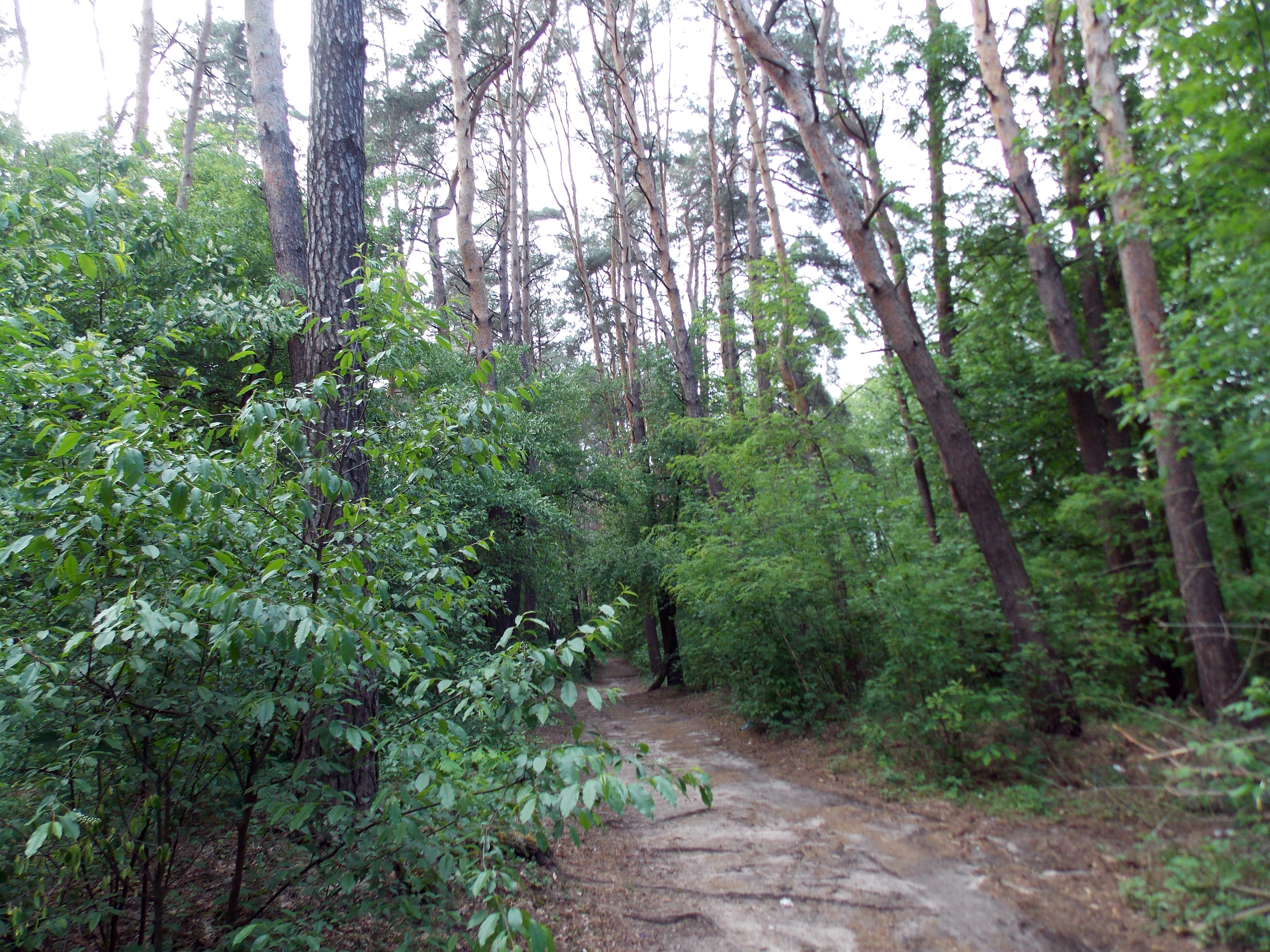
Прогулянкові стежки поблизу пансіонату
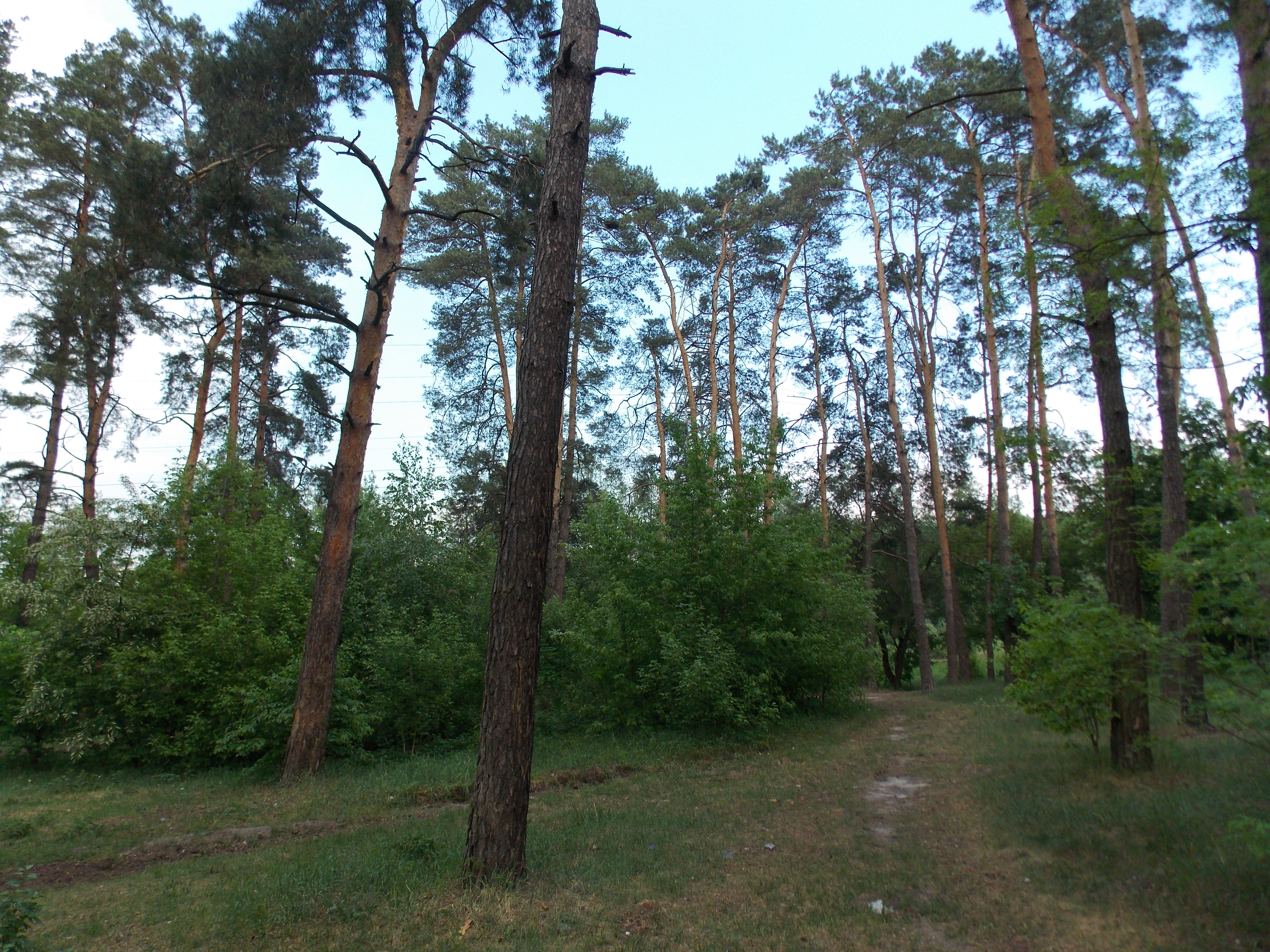
Зелені легені пансіонату

### відеоматеріали
- Як функціонує Київський геріатричний пансіонат /Радіо Свобода, 25.05.2020/

#### соціальні мережі
- Сторінка у Фейсбук